# Luigi Sincero
Luigi Sincero (ur. 26 marca 1870 w Trino Vercellese, zm. 7 lutego 1936 w Rzymie) – włoski kardynał, wysoki urzędnik Kurii Rzymskiej.

## Życiorys
Kształcił się w seminarium w rodzinnej archidiecezji Vercelli, a także na kilku rzymskich uczelniach, gdzie jego kolegami byli przyszli kardynałowie Carlo Perosi i Giovanni Battista Nasalli Rocca di Corneliano. Święcenia kapłańskie otrzymał w 1892 roku. Po ukończeniu studiów był w latach 1894–1908 wykładowcą seminarium w Vercelli. Od roku 1908 pracował w Kurii Rzymskiej, początkowo jako audytor w Rocie Rzymskiej, a później sekretarz w Komisji ds. Autentycznej Interpretacji Kodeksu Prawa Kanonicznego. W 1919 został sekretarzem Kolegium Kardynalskiego, później był też asesorem Kongregacji konsystorialnej. W roku 1922 pełnił funkcję sekretarza konklawe. Nowy papież włączył go do grona kardynałów z tytułem diakona San Giorgio in Velabro, co miało miejsce w 1923 roku. Jako legat papieski był wysyłany na różne uroczystości m.in. we Włoszech i Belgii. Od roku 1927 do swej śmierci pełnił funkcję sekretarza Kongregacji ds. Kościołów Wschodnich. Oprócz tego był przewodniczącym Pontyfikalnej Komisji ds. Autentycznej Interpretacji Kodeksu Prawa Kanonicznego (od 1934). 
11 stycznia 1929 został mianowany tytularnym arcybiskupem Petra di Palestina. Konsekrowany w Kaplicy Sykstyńskiej przez papieża Piusa XI. Dzięki przyjętej sakrze mógł zostać włączony w roku 1933 do grona kardynałów biskupów. Przez krótki czas sprawował też funkcję kamerlinga (1930–1931). Zmarł w Rzymie i pochowany został w rodzinnej miejscowości.